# Oncocnemis occata
Oncocnemis occata är en fjärilsart som beskrevs av Augustus Radcliffe Grote 1874. Oncocnemis occata ingår i släktet Oncocnemis och familjen nattflyn. Inga underarter finns listade i Catalogue of Life.